# Dirhinus nidicolus
Dirhinus nidicolus är en stekelart som beskrevs av Geoffrey John Kerrich 1964.
Dirhinus nidicolus ingår i släktet Dirhinus och familjen bredlårsteklar. Artens utbredningsområde är Rwanda. Inga underarter finns listade i Catalogue of Life.